# Gunnar Ekelöf
Gunnar Ekelöf (Stoccolma, 15 settembre 1907 – Sigtuna, 16 marzo 1968) è stato un poeta e scrittore svedese.

## Biografia
Studiò dapprima letteratura orientale a Londra ed a Uppsala, poi musica a Parigi.
Svolse una brillante attività giornalistica, sulle riviste d'avanguardia Karavan e Spektrum.
Partendo da posizioni surrealistiche, il suo gusto poetico si impreziosì di elementi barocchi e romantici, legati alla tradizione classica svedese.
Membro dell'Accademia Svedese a partire dal 1958, ha ricevuto una Laurea honoris causa in filosofia dall'università di Uppsala nel 1958. Le sue opere hanno vinto diversi premi.
Oltre alle numerose raccolte di liriche, si ricordano saggi e prose liriche oltre a traduzioni di vari poeti francesi.

## Opere
- Sent på jorden poesie (1932)
- Fransk surrealism traduzione(1933)
- Dedikation poesie (1934)
- Hundra år modern fransk dikt traduzione (1934)
- Sorgen och stjärnan poesie (1936)
- Köp den blindes sång poesie (1938)
- Färjesång poesie (1941)
- Promenader  (1941)
- Non serviam poesie (1945)
- Utflykter  (1947)
- Om hösten poesie (1951)
- Strountes poesie (1955)
- Blandade kort (1957)
- Opus incertum poesie (1959)
- En Mölna-elegi poesie (1960)
- Valfrändskaper traduzione (1960)
- En natt i Otocac poesie (1961)
- Diwan över Fursten av Emgión poesie (1965)
- Sagan om Fatumeh poesie (1966)
- Vägvisare till underjorden poesie (1967)